# إيلي أبوت
إيلي أبوت (بالإنجليزية: Eli Abbott)‏ هو لاعب كرة قدم أمريكية أمريكي، ولد في 1 أبريل 1869 في مسيسيبي في الولايات المتحدة، وتوفي في 13 فبراير 1943 في غرينوود في الولايات المتحدة.